# Desa Riangkemie
Desa Riangkemie är en administrativ by i Indonesien.   Den ligger i distriktet Larantuka District, provinsen Nusa Tenggara Timur, i den sydöstra delen av landet, 1 800 km öster om huvudstaden Jakarta.